# Legend Maker
Legend Maker (Abreviado LM) es una banda de heavy metal originaria de la ciudad colombiana de Santiago de Cali, su discografía consiste en dos discos The Path to Glory (1999) y Lies Bleeding the Blind (2003), dos tributos, uno a la banda colombiana Kraken con "Después del Final" y el otro a los británicos Iron Maiden con "The Evil That Men Do". En 2018 LM se asocia al colectivo musical "Cali Metal Forces" donde participa en la coproducción del álbum en vivo "Cali Metal Forces... Chapter I / The Ancient Hordes".

## Historia
Inicialmente se llamaron Obra Negra, pero pronto cambiarían a Mester de Juglaría, nombre bajo el cual grabarían un demo en 1997 denominado Historia. El cual incluía tres canciones "Arenas del Tiempo", "Historia" y "Camino a Leonelda", esta última, en su versión en inglés tituluda simplemente como "Leonelda"  llegaría a ser todo un clásico del metal colombiano.
El Demo fue distribuido fuera del país, logrando así firmar con el sello Sentinel Steel de Nueva Jersey, Estados Unidos. El sello les propone cambiar de nombre y empezar a interpretar las canciones en inglés, fue así que nació Legend Maker y The Path to Glory, el primer redondo de esta banda caleña que recibió excelentes críticas.

## El Camino a la Gloria

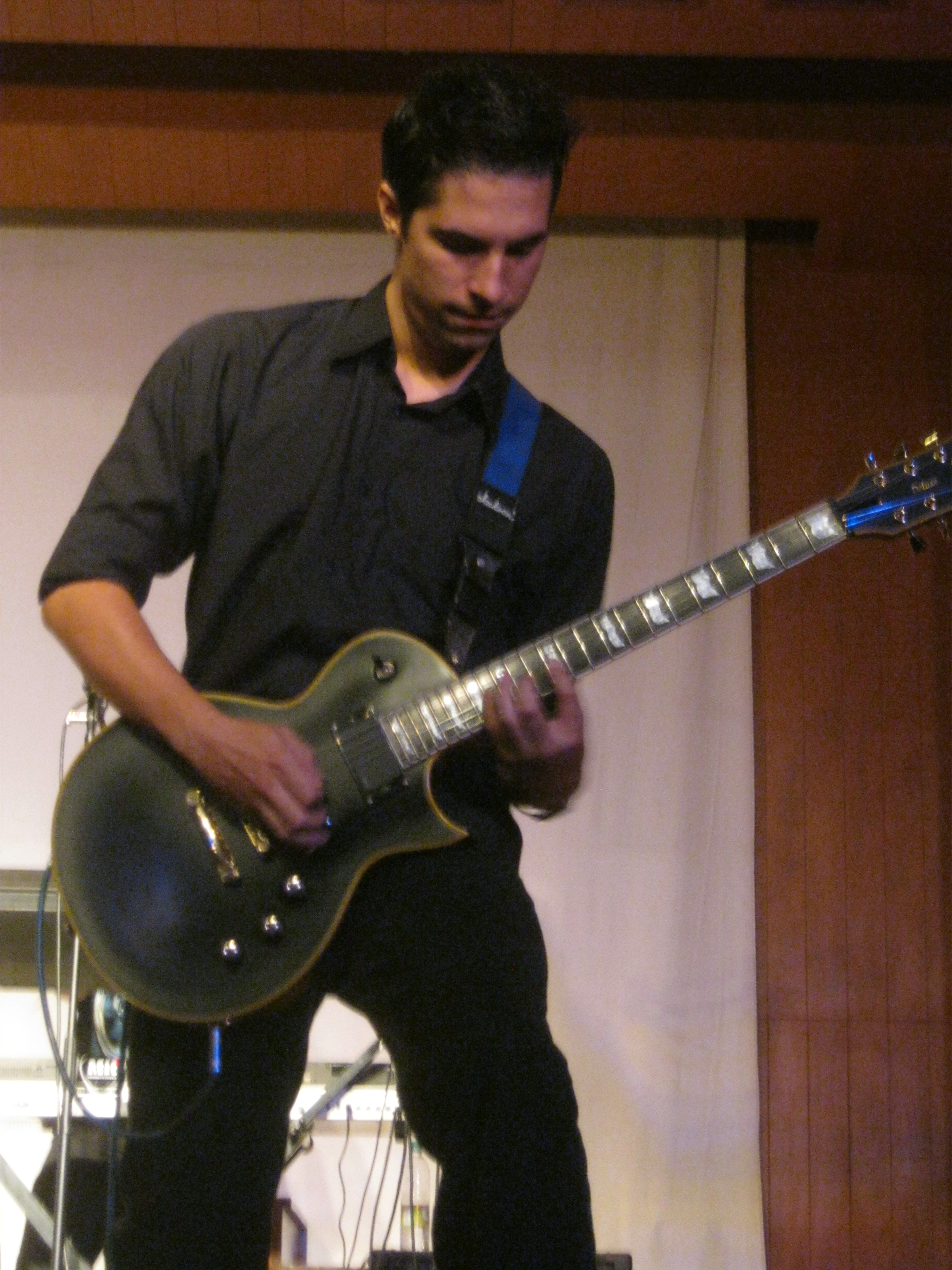
Álvaro Duque.

La grabación de su primer CD fue larga y sofocante, la banda se vio en la penosa tarea de encontrar un nuevo vocalista en pleno proceso de grabación, el sello para no demorar el proceso de la salida del disco, le propuso a los caleños proporcionarles un vocalista estadounidense mientras estos paralelamente buscaban uno en su ciudad, fue así como llegó Michael Grant, proveniente de "Omnward" otra banda la cual producía el sello.

La relación entre la banda y su vocalista de estudio fue fría y distante, Michael grababa las voces y las enviaba a la banda por correo, en ese entonces el acceso a Internet en Colombia era bastante limitado, esta lo recibía y luego por llamada telefónica transmitían los cambios a hacer. Esto hizo que el proceso de grabación fuera largo y tedioso. En medio de este largo proceso la banda encontró un vocalista, Diego Gómez, El sello decide sin embargo, debido al largo proceso ya adelantado hasta entonces, la culminación del CD con la participación de Michael Grant en las voces.
The Path to Glory ve la luz en el año 1999 y en el 2000 la banda es invitada a tocar en el festival Rock al Parque, el más importante de su tipo en Colombia y uno de los más importantes en América Latina, siendo el festival al aire libre y gratuito más grande del continente. El disco cuenta con un marcado carácter épico y fue una puerta de entrada para la banda hacía el ámbito internacional.

## Lies Bleeding the Blind
El segundo trabajo de los colombianos es titulado Lies Bleeding the Blind (Mentiras Desangrando al Ciego), un disco que apunta hacía un horizonte más ecléctico y progresivo, en donde la banda toma un sonido más personal y maduro, lejos de las plantillas y abordando los temas desde un punto de vista más humano, dejando atrás la faceta épica. Los cambios no le gustaron al sello y decidió distanciarse de la producción de este. Aun así, Legend Maker y Sentinel Steel llegaron a un acuerdo, el sello distribuiría el disco en los mercados en donde su predecesor había salido, pero la promoción del disco fue muy diferente al anterior.

## Story Tour 2006-2007

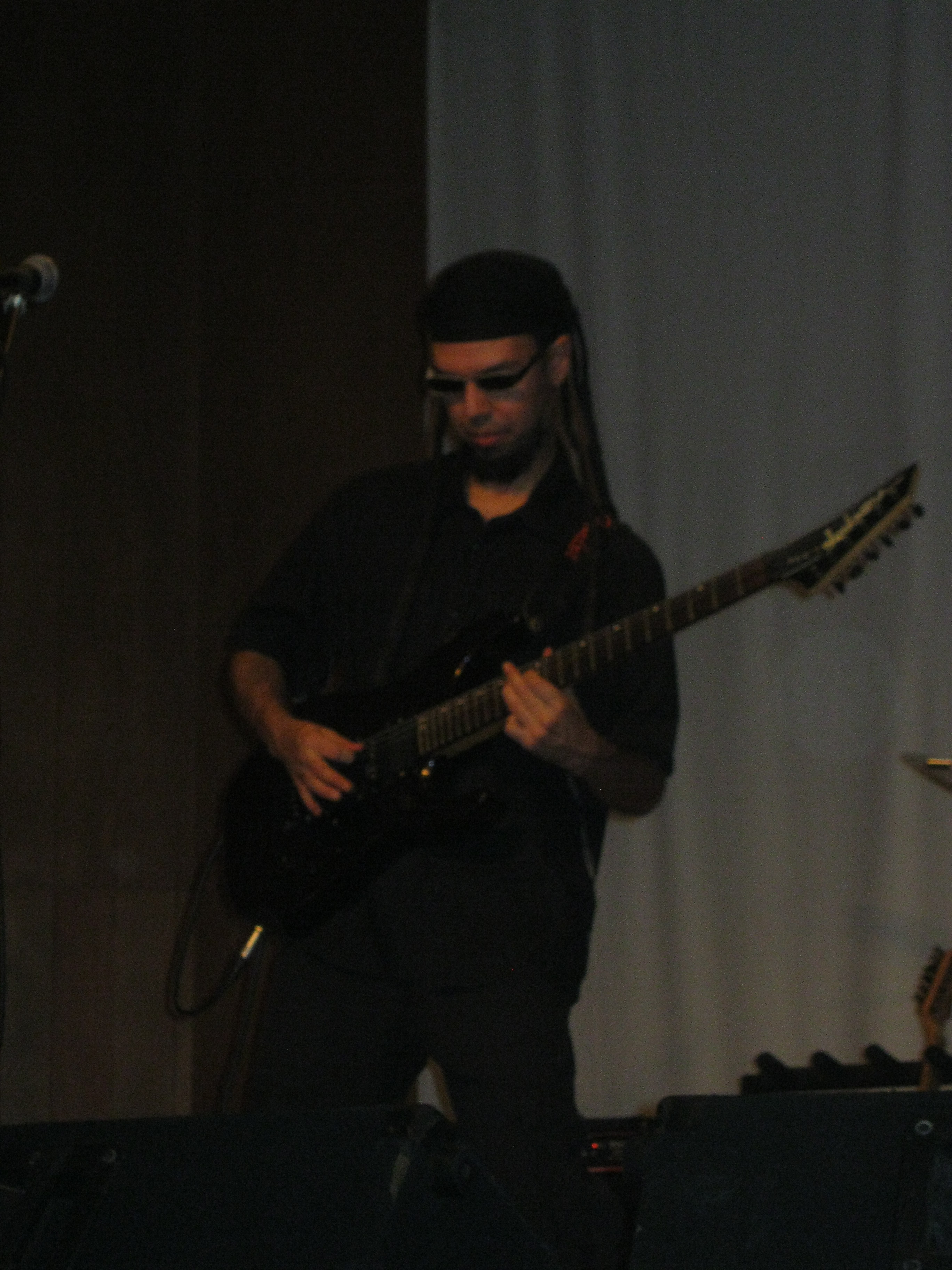
Santiago Mendoza.

En el 2006 la banda hace maletas y recorre las principales ciudades de su país, fuera de este tuvieron la oportunidad de tocar en Ecuador y en Perú, donde participaron en el festival "Monstruos del Rock Suramericano" junto a Rata Blanca. El tour que los llevaría por más de 10 ciudades de Colombia, consagra los 10 años de Legend Maker como banda y los ubica como toda una potencia en el Metal nacional.
Es así que en el 2008 Legend Maker se hace acreedor del Premio Subterranica como "Mejor Artista de Power Metal Nacional", lo que los llevó en el 2009 a repetir su hazaña en la edición de Rock al Parque de ese año y en el 2010 es seleccionado por votación del público para abrir el concierto de Gamma Ray en Colombia.
Actualmente se encuentran grabando su tercer larga duración, el cual aún se desconoce título y nombres de los temas, se tiene esperado que salga a la luz a finales de 2015.

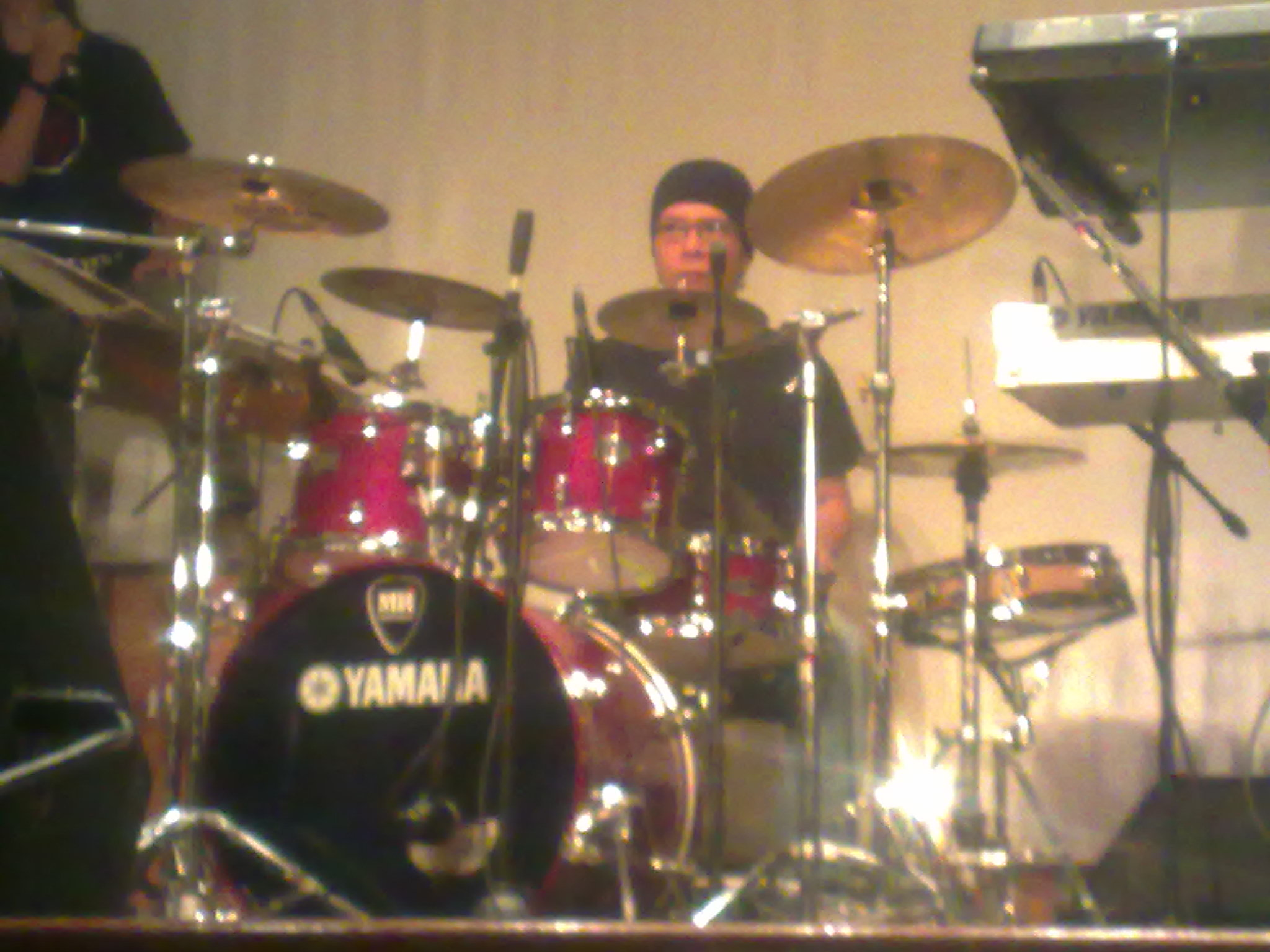
Arlex Cifuentes.

## Tributos realizados

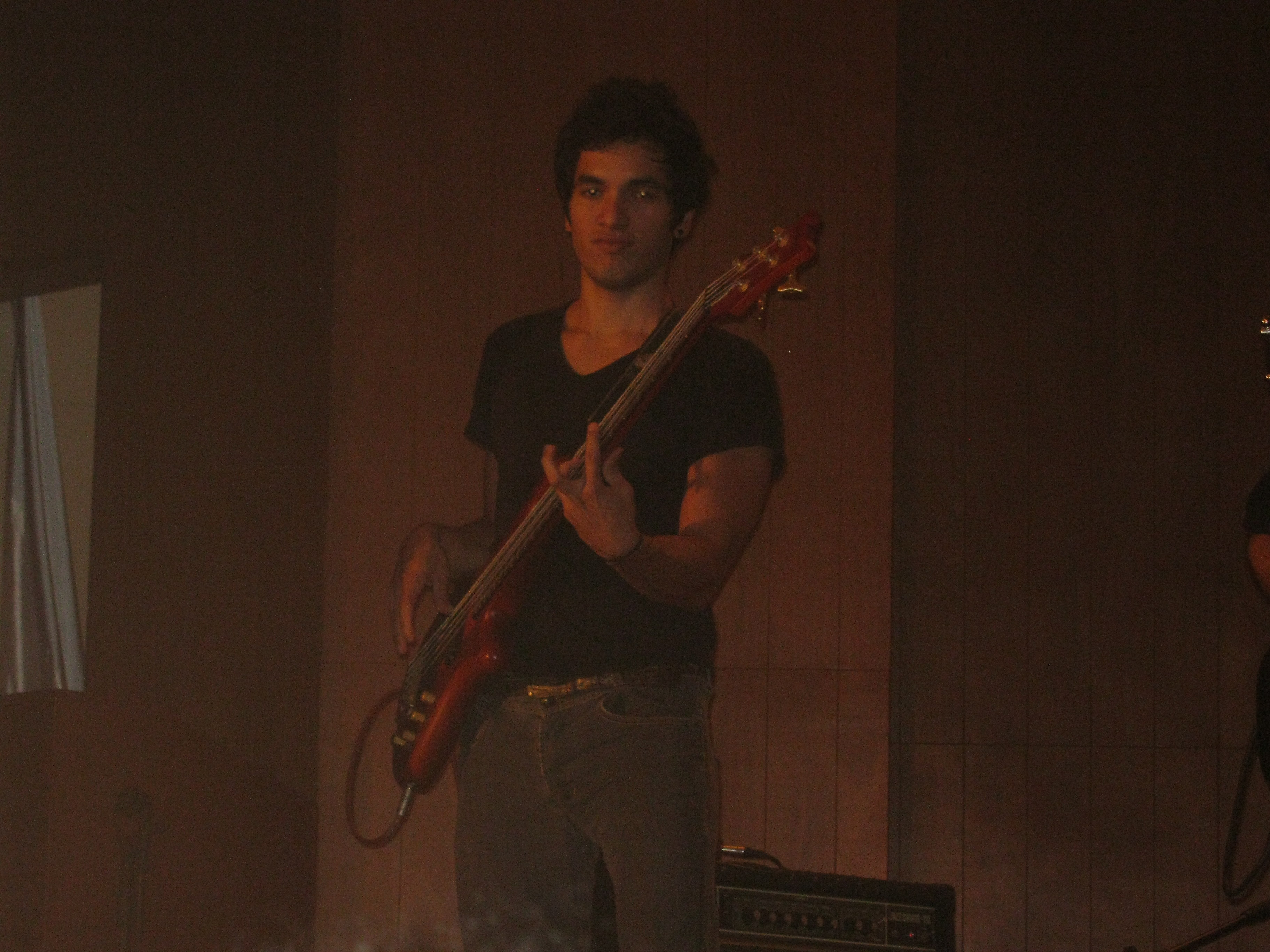
Daniel Rosero.

### Tributo al Titan
En el 2004 Legend Maker es invitado a participar en el tributo nacional a Kraken por el productor del tributo Felipe Muñoz, la banda graba "Después del Final" y es la única banda en el tributo que no procede de la capital antioqueña de Medellín.

### The Golden Beast
Como producto de la primera visita de Iron Maiden en Colombia, Legend Maker participa en el torneo "The Trooper", que buscaba la banda que abriría para los británicos, el torneo estaba separado por zonas y Legend Maker ganó en la zona "Sur Occidente" lo que les permitía viajar a la ciudad de Bogotá y competir en la final. La agrupación caleña no logra hacerse con el triunfo, pero logra hacerse un lugar entre las mejores 8 bandas del país y grabar un CD tributo.
La participación de Legend Maker sería con la canción "The Evil That Men Do" del disco de Maiden Seventh Son of a Seventh Son. La grabación sería incluida en el tributo The Golden Beast, disco producido por EMI Music Colombia, Evenpro Colombia. El disco cuenta con el aval de los mismísimos Iron Maiden.

## Miembros

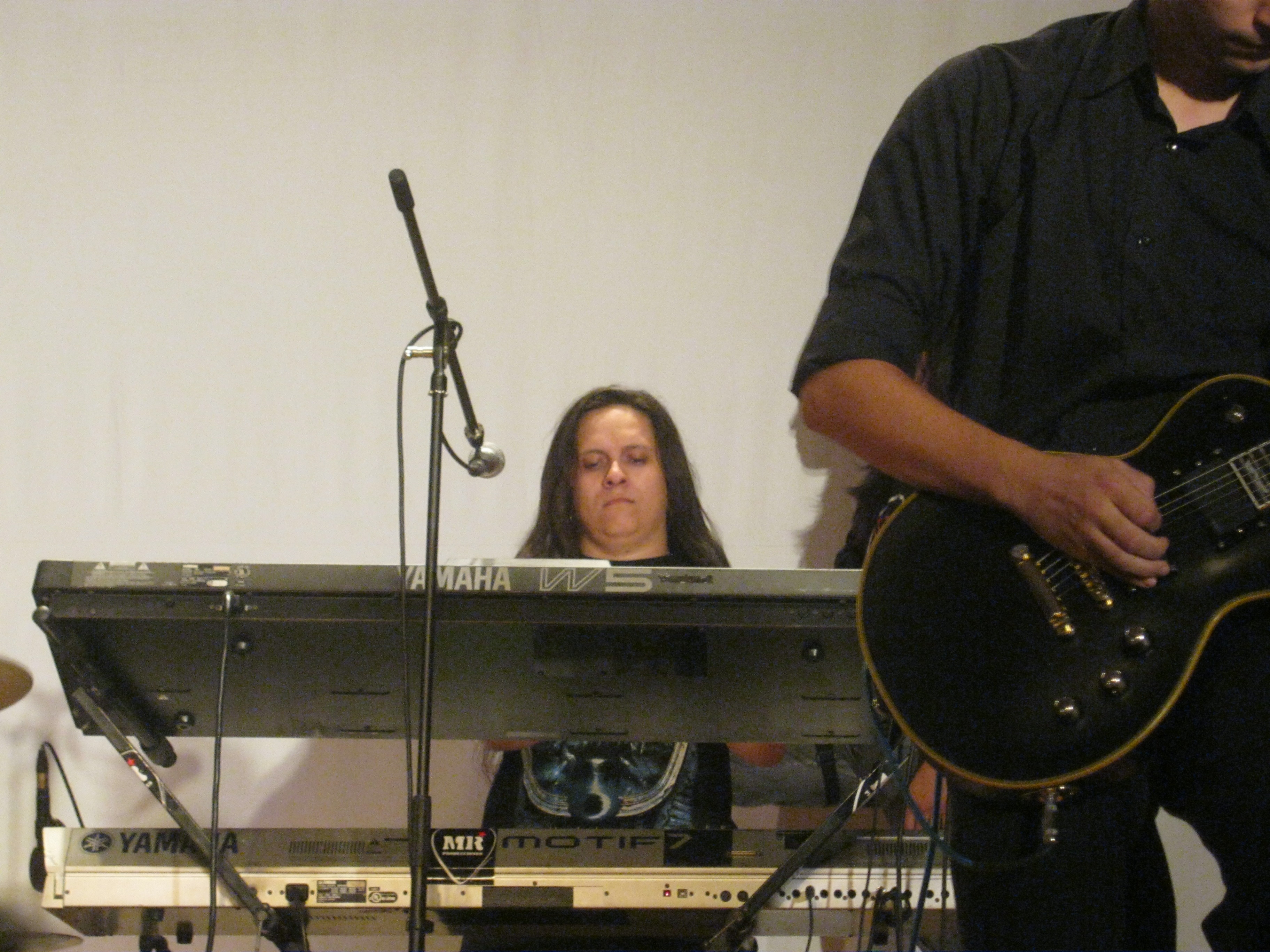
Luis Fernando Caballero.

### Actuales
- Luis Fernando Caballero - Teclados y coros
- Santiago Mendoza - Guitarra eléctrica
- Álvaro Duque - Guitarra eléctrica
- Rodrigo Becerra - Bajo eléctrico
- Juan Carlos Dávalos - Batería
- Javier Angel "AdarioM" - Voz

### Anteriores
- Alfonso Moreno - Bajo eléctrico
- Andrés Rodríguez - Voz
- Harold del Castillo - Guitarra eléctrica
- Fredy Olave - Batería
- Michael Grant - Voz (RIP)
- Fabián Alicastro - Guitarra eléctrica
- Luis Carlos Ochoa - Bajo eléctrico
- Julián González - Bajo eléctrico
- Jorge E.Paz - Batería
- Andrés Cortazar - Guitarra eléctrica
- Juan Felipe Marulanda - Batería
- Mauricio Ochoa - Guitarra eléctrica
- Fabio González - Batería
- Fito Satizabal - Guitarra eléctrica
- Jorge Mario Rincón - Voz  (músico invitado)
- Mauro Moncada - Bajo eléctrico
- Diego Gómez - Voz
- Evans Daza - Batería
- Álvaro Duque - Guitarra eléctrica
- Julián Restrepo - Guitarra eléctrica
- Arlex Cifuentes - Batería
- Javier Ángel - Voz
- Daniel Rosero - Bajo eléctrico
- Alejandro Suaza - Guitarra eléctrica
- Luis Sánchez - Batería
- Giovanni Arce- Batería (músico invitado)
- Will Rivera - Voz